# 1회 신사배 국제바둑대회
1회 신사배 국제바둑대회는 한국,중국,일본 동양 3국 나라를 대상으로 하는 국제기전으로 타이틀보유자나 국제대회 우승한 경력이 있는 프로기사사만 참가할 수 있는 국제기전이다.  한국의 서봉수 九단이 일본의 고바야시 사토루 九단을 꺾고 우승했다.   

## 대국 장소
- 중국 상하이 국제귀도호텔

## 대국 일정
- 준결승전(4강전) - 1995년 11월 19일
- 결승전 및 시상식 - 1995년 11월 21일

## 대진표
|  | 준결승전             | 준결승전             |             |    | 결승전 | 결승전 |
|  |                      |                      |             |    |        |        |
|  |                      |                      |             |    |        |        |
|  |                      |                      |             |    |        |        |
|  | 서봉수 九단          | 승                   |             |    |        |        |
|  | 서봉수 九단          | 승                   |             |    |        |        |
|  | 마샤오춘 九단        | 패                   |             |    |        |        |
|  | 마샤오춘 九단        | 패                   | 서봉수 九단 | 승 |        |        |
|  |                      |                      | 서봉수 九단 | 승 |        |        |
|  |                      | 고바야시 사토루 九단 | 패          |    |        |        |
|  | 고바야시 사토루 九단 | 고바야시 사토루 九단 | 패          | 승 |        |        |
|  | 고바야시 사토루 九단 |                      |             | 승 |        |        |
|  | 창하오 七단          | 패                   |             |    |        |        |
|  | 창하오 七단          | 패                   |             |    |        |        |

## 대국 결과
| 대진         | 대국일자  | 승자                 | 패자                 | 결과             | 기보 |
| ------------ | --------- | -------------------- | -------------------- | ---------------- | ---- |
| 준결승전 1국 | 11월 19일 | 서봉수 九단          | 마샤오춘 九단        | 269수 흑 3집반승 |      |
| 준결승전 2국 | 11월 19일 | 고바야시 사토루 九단 | 창하오 七단          | 251수 흑 2집반승 |      |
| 결승전       | 11월 21일 | 서봉수 九단          | 고바야시 사토루 九단 | 125수 흑 불계승  |      |